# Richvald
Richvald este o comună slovacă, aflată în districtul Bardejov din regiunea Prešov. Localitatea se află la altitudinea de 373 m deasupra n.m., se întinde pe o suprafață de 21,84 km2 și în 2017 număra 1.003 locuitori.

## Istoric
Localitatea Richvald este atestată documentar din 1325.

## Demografie
| An:                | 1994 | 2004   | 2014   | 2024   |
| ------------------ | ---- | ------ | ------ | ------ |
| Număr de persoane: | 1023 | 983    | 997    | 1023   |
| Diferență:         |      | −3,91% | +1,42% | +2,60% |

| An:                | 2023 | 2024   |
| ------------------ | ---- | ------ |
| Număr de persoane: | 1011 | 1023   |
| Diferență:         |      | +1,18% |